# 1267
Cette page concerne l'année 1267  du calendrier julien. Pour l'année 1267 av. J.-C., voir 1267 av. J.-C.
L'année 1267 est une année commune qui commence un samedi.

## Événements

### Asie
- Kubilai Khan reprend la guerre contre les Song[1].
- Qaïdu, qui règne sur l'Imil, au Tarbagataï cherche à restaurer la puissance de la maison d’Ögödei et à recentrer l'empire mongol sur la Mongolie au détriment de son cousin Kubilai Khan. Avec l’aide du khan Kiptchak Mangu Timur, il attaque le khanat de Djaghataï et chasse Barak de l’Ili et de la région de Kachgar. Son pouvoir consolidé, il prend le titre d’empereur[2].
- Début de la construction de Khanbaliq (Dadu[3]) au Nord-Ouest de Pékin.
- L’Islam atteint Sumatra. Le premier souverain musulman connu dans la région est le sultan Malik al-Saleh (id) de Pasai[4]. Propagée par les marchands et les pirates, venant au départ du Sud de l’Inde et de Gujarat, la nouvelle religion se répand d’abord lentement jusqu’à ce que l’expansion du sultanat de Malacca (Melaka), sur la côte ouest de la Malaisie, lui donne son élan.

### Europe
- Janvier : mort de Berké à Tbilissi lors d'une campagne contre le Ilkhan d'Iran[5]. Début du règne de Mangu Timur, khan de la Horde d'or (fin en 1280).
- 16 février : traité de Badajoz entre le Portugal et la Castille, qui détermine la frontière sud entre les deux pays[6].
- 12 avril : entrée de Guy de Montfort et des Français à Florence[7].
- 24[8] et 27 mai[9] : traités de Viterbe. Charles Ier d'Anjou est reconnu par l’empereur titulaire de Constantinople pour suzerain de la Morée et du tiers des territoires à reconquérir sur Michel VIII Paléologue. Il obtient la vassalité de Guillaume de Villehardouin. La principauté de Morée passe sous la suzeraineté des Angevins de Naples. Elle recule au cours du XIVe siècle devant la reconquête byzantine partie de Mistra.

- 3 juin : la ville de Mediaș (Mediesy) en Roumanie est mentionné pour la première fois[10].
- 11 juillet : Philippe Ier de Savoie devient comte palatin de Bourgogne par son mariage avec Alix de Méranie.
- 1er août : Charles d'Anjou, nommé vicaire impérial pour la Toscane par le pape, entre dans Florence[11].
- 25 septembre[12] : Traité de Montgomery : Llewelyn II ap Gruffydd est reconnu prince de Galles par Henri III d'Angleterre.
- 19 novembre[13] : statut de Marlborough (en), qui rétablit la prérogative royale en Angleterre.
- 24 - 25 décembre : entrée des Guelfes dans Florence avec l'aide de cavaliers français[14]. Les Gibelins s'exilent à Forli. Le peuple de Florence donne la seigneurie de la ville, pour dix ans, à Charles Ier de Sicile.
- Réaménagement des sépultures royales de Saint-Denis[15]